# Sant Jòrdi d'Aurac
Saint-Georges-d'Aurac és un municipi francès situat al departament de l'Alt Loira i a la regió d'Alvèrnia-Roine-Alps. L'any 2007 tenia 418 habitants.

## Demografia

### Població
El 2007 la població de fet de Saint-Georges-d'Aurac era de 418 persones. Hi havia 174 famílies de les quals 44 eren unipersonals (20 homes vivint sols i 24 dones vivint soles), 55 parelles sense fills, 67 parelles amb fills i 8 famílies monoparentals amb fills.
La població ha evolucionat segons el següent gràfic:
Habitants censats

### Habitatges
El 2007 hi havia 274 habitatges, 177 eren l'habitatge principal de la família, 60 eren segones residències i 37 estaven desocupats. 253 eren cases i 19 eren apartaments. Dels 177 habitatges principals, 134 estaven ocupats pels seus propietaris, 38 estaven llogats i ocupats pels llogaters i 6 estaven cedits a títol gratuït; 1 tenia una cambra, 8 en tenien dues, 30 en tenien tres, 35 en tenien quatre i 104 en tenien cinc o més. 134 habitatges disposaven pel capbaix d'una plaça de pàrquing. A 75 habitatges hi havia un automòbil i a 85 n'hi havia dos o més.

### Piràmide de població
La piràmide de població per edats i sexe el 2009 era:
| Homes | Edats   | Dones |
| ----- | ------- | ----- |
| 0     | 95 o +  | 0     |
| 0     | 90 a 94 | 0     |
| 0     | 85 a 89 | 0     |
| 0     | 80 a 84 | 0     |
| 12    | 75 a 79 | 16    |
| 0     | 70 a 74 | 8     |
| 20    | 65 a 69 | 20    |
| 8     | 60 a 64 | 12    |
| 0     | 55 a 59 | 4     |
| 16    | 50 a 54 | 0     |
| 32    | 45 a 49 | 16    |
| 12    | 40 a 44 | 20    |
| 12    | 35 a 39 | 20    |
| 24    | 30 a 34 | 20    |
| 0     | 25 a 29 | 4     |
| 24    | 20 a 24 | 16    |
| 8     | 15 a 19 | 16    |
| 24    | 10 a 14 | 16    |
| 16    | 5 a 9   | 16    |
| 8     | 0 a 4   | 4     |

## Economia
El 2007 la població en edat de treballar era de 282 persones, 228 eren actives i 54 eren inactives. De les 228 persones actives 204 estaven ocupades (117 homes i 87 dones) i 24 estaven aturades (13 homes i 11 dones). De les 54 persones inactives 14 estaven jubilades, 17 estaven estudiant i 23 estaven classificades com a «altres inactius».

### Ingressos
El 2009 a Saint-Georges-d'Aurac hi havia 196 unitats fiscals que integraven 451 persones, la mediana anual d'ingressos fiscals per persona era de 14.743 €.

### Activitats econòmiques
Dels 28 establiments que hi havia el 2007, 1 era d'una empresa alimentària, 2 d'empreses de fabricació d'altres productes industrials, 10 d'empreses de construcció, 5 d'empreses de comerç i reparació d'automòbils, 3 d'empreses de transport, 2 d'empreses d'hostatgeria i restauració, 3 d'empreses de serveis i 2 d'empreses classificades com a «altres activitats de serveis».
Dels 13 establiments de servei als particulars que hi havia el 2009, 1 era una oficina de correu, 2 tallers de reparació d'automòbils i de material agrícola, 2 paletes, 4 fusteries, 1 lampisteria, 1 electricista, 1 empresa de construcció i 1 restaurant.
Dels 2 establiments comercials que hi havia el 2009, 1 era una botiga de menys de 120 m² i 1 una fleca.
L'any 2000 a Saint-Georges-d'Aurac hi havia 19 explotacions agrícoles que ocupaven un total de 1.218 hectàrees.

## Equipaments sanitaris i escolars
El 2009 hi havia una escola elemental integrada dins d'un grup escolar amb les comunes properes formant una escola dispersa.

## Poblacions més properes
El següent diagrama mostra les poblacions més properes.